# خرابکاران
«خرابکاران» (به انگلیسی: The Destructors) داستانی کوتاه نوشتهٔ گراهام گرین است که اولین بار در ۱۹۵۴ چاپ شد. این داستان نه سال پس از پایان جنگ جهانی دوم در لندن رخ می‌دهد. موضوع داستان دربارهٔ گروهی متشکل از چند نوجوان است که تصمیم می‌گیرند خانهٔ پیرمردی را ویران کنند. گراهام گرین در مورد این داستان گفته است: «به گمانم هرگز چیزی بهتر از «خرابکاران» ننوشته‌ام.»

## خلاصه دستان
«خرابکاران» در مورد گروهی متشکل از چند پسر نوجوان است که خودشان را دسته ورمزلی کامن (به انگلیسی: Wormsley Common gang) همنام با منطقه‌ای که در آن زندگی می‌کنند، خطاب می‌کنند. این گروه هر روز در پارکینگی در نزدیکی منطقه‌ای که در جنگ جهانی دوم بمباران شده، یکدیگر را ملاقات می‌کنند. تقریباً همه چیز در این منطقه ویران شده‌است؛ گرچه یک خانه آسیبی حداقلی دیده است. صاحب این خانه آقای توماس نام دارد. وی پیرمردی است که به تنهایی در این خانه زندگی می‌کند و بچه‌ها او را نکبت پیر (به انگلیسی: Old Misery) صدا می‌کنند.
یک روز بلکی (به انگلیسی: Blackie) سردسته گروه پیشنهاد می‌دهد که به شکل دزدکی مجانی اتوبوس‌سواری کنند. تی. که نام کاملش ترور (به انگلیسی: Trevor) است، فکر دیگری دارد. او داخل منزل آقای توماس رفته است و به آن‌ها پیشنهاد می‌دهد از دو روزی که او در منزل نخواهد بود، استفاده کنند و منزل او را از داخل ویران کنند. تی. سردسته جدید گروه می‌شود.
وقتی که بچه‌ها روز بعد در زمان مقرر یکدیگر را ملاقات می‌کنند، تی. از پیش دستورالعمل ویران کردن منزل را برای بچه‌ها آماده کرده‌است. در پایان روز خانه کاملاً درهم‌ریخته‌است: کف اتاق‌ها دریده شده‌است؛ اثاثیه ثابت خرد شده‌اند؛ کابل‌های برق همگی قطع شده و درها نابود شده‌اند. پس از آنکه همگی بجز بلکی خانه را ترک می‌کنند، تی. «چیزی ویزه» به او نشان می‌دهد؛ هفتاد اسکناس یک‌پوندی پس‌انداز آقای توماس. تی. می‌گوید که برای جشن گرفتن یکی یکی آن‌ها را می‌سوزانند. پس از پایان کار به خانه می‌روند.
روز بعد، بچه‌ها بار دیگر برای اتمام ویرانی به آنجا بازمیگردند. پلکان را از جا می‌کنند؛ لایه‌های داخلی دیوارها را ویران می‌کنند؛ طبقات مختلف را خراب می‌کنند و آنچه که باقی‌مانده را زیر آب می‌برند. پیش از اینکه کارشان تمام شود، یکی از بچه‌ها داخل خانه می‌دود و خبر می‌دهد که آقای توماس در حال بازگشت است. قرار نبوده که آقای توماس تا صبح فردا بازگردد و تی. او را در دستشویی بیرونی زندانی می‌کند. او که قصد ندارد به او آسیب جسمی وارد کند، به او پتو و غذا می‌دهد.
صبح روز بعد راننده‌ای کامیونش را روشن می‌کند و در حالیکه از پارکینگ مجاور خانه بیرون می‌آید، ناگهان صدای ریزش می‌شنود. در ابتدا تعجب می‌کند اما بعد متوجه می‌شود که کامیونش به یک تیر حامل از منزل بسته شده و آن را فرو ریخته‌است. راننده آقای توماس را از دستشویی بیرون می‌آورد و با وجود وضعیت پیرمرد، راننده نمی‌تواند جلوی خنده‌اش را بگیرد. او توضیح می‌دهد که مسئله‌ای شخصی در کار نیست اما فکر می‌کند که این اتفاق خنده‌دار است.